# 幼發拉底之盾行動
幼發拉底之盾行動是土耳其出兵叙利亚的軍事行動，於2016年8月24日開始，至2017年3月29日由土耳其方面宣佈成功完成。第一個攻勢是自由叙利亚军在土耳其軍隊支援下，向伊斯兰国佔據的敘利亞阿勒頗省城鎮傑拉布盧斯及附近地區發動進攻，阻止敘利亞庫爾德族武裝於曼比季攻勢獲勝後在幼發拉底河以西地區佔領更多土地。
「幼發拉底之盾行動」是土耳其對本次軍事行動的代號。土耳其總統埃爾多安在2016年8月24日表明本次行動既針對伊斯蘭國也針對敘利亞庫爾德人「恐怖團體」。

## 傑拉布盧斯攻勢
8月24日早上，土耳其軍隊猛烈炮轟傑拉布盧斯的伊斯蘭國據點，並出動空軍空襲11個目標。同日稍後，土耳其特種部隊和多輛相信載有親土耳其敘利亞反對派武裝分子的卡車跟隨土軍坦克越過邊境進入敘利亞。有數以百計的自由敘利亞軍戰士加入進攻傑拉布盧斯。
土軍與反對派武裝於8月24日攻佔傑拉布盧斯，過程中僅遇到少許抵抗。據報一大群伊斯蘭國戰士已撤退至巴卜。

### 與庫族部隊的衝突
到訪土耳其的美國副總統乔·拜登於8月24日要求庫爾德族人民保衛軍撤離曼比季，返回幼發拉底河以東地區，被人民保衛軍即日拒絕。親敘利亞民主力量的「傑拉布盧斯軍事委員會」宣佈他們不會把傑拉布盧斯拱手讓予土耳其支持的反對派團體，並指那些團體「與伊斯蘭國無異」。自由敘利亞軍嘗試進入位於傑拉布盧斯以南，被敘民主力量控制的Amarinah村，遭到敘民主力量抵抗，最終自由軍被擊退。
面對土耳其增派軍隊進入敘利亞北部並威脅攻撃庫族部隊，先前拒絕撤走的人民保衛軍於8月25日宣佈參與攻佔曼比季的部隊在完成任務後已撤返基地，並把曼比季的據點和軍事指揮權交予當地人組成的「曼比季軍事委員會」接管。堅定決心行動發言人表示敘民主力量的部隊大多已返回幼發拉底河以東，只有少量部隊留下協助掃蕩殘留敵軍和清除遺留的簡易爆炸裝置（IED）。
8月27日早上，人民保衛軍在傑拉布盧斯以南遭到土耳其戰機空襲。同日人民保衛軍在傑拉布盧斯附近攻擊土軍坦克，1名土國士兵陣亡。8月28日，土耳其宣稱當日有25名庫族武裝分子死於土軍空襲。同日據報有至少40名平民死於土軍炮轟和空襲。
到8月29日，土耳其支持的武裝分子已佔領多條原由人民保衛軍控制的村莊，並進軍至薩朱爾河北岸。

## 肅清伊斯蘭國在土敘邊境餘下據點
9月3日，土耳其增派更多坦克到敘利亞的拉伊（al-Rai）鎮協助反對派向東推進，以實現東西兩路會師。
9月4日，土耳其方面宣佈親土耳其的反對派已佔領土敘邊境上最後一個原由伊斯蘭國控制的村莊。

## 後續攻勢
2016年9月28日，達比克攻勢開始。10月15日，親土耳其的反對派部隊已接近完全包圍達比克。次日反對派部隊宣稱在伊斯蘭國撤出達比克後已佔領該地。

## 巴卜之戰
2016年11月6日，土耳其與敘反對派的聯軍發起巴卜之戰，經過逾3個月的戰鬥後，土耳其領導的聯軍於2017年2月23日從伊斯蘭國手上攻佔阿勒颇省城市巴卜。

## 攻勢受阻
2017年1月中，敘利亞政府軍向阿勒頗省東部的伊斯蘭國控制區發動攻勢，意圖阻斷土耳其與敘反對派聯軍的南下路徑。敘政府軍收復大量村鎮，並於2017年2月27日到達曼比季的敘利亞民主力量控制區，使土耳其軍無法以打擊伊斯蘭國的名義繼續向南推進。
2017年3月初，土耳其方面警告庫爾德族武裝離開曼比季，否則將會進攻他們。美國迅速介入，派遣少量美軍進駐曼比季，阻止土耳其向曼比季採取軍事行動。

## 反應
- 叙利亚：敘利亞外交部指責土耳其侵犯敘利亞的主權。[22]
- 俄羅斯：俄羅斯外交部發表聲明，表示莫斯科對土敘邊境的緊張局勢加劇深切擔憂。[40]
- 伊朗：伊朗於2016年8月31日呼吁土耳其尽快结束在叙利亚北部的军事进攻，并称土耳其军队继续留在叙利亚只会使冲突升级。[41]
- 美国：美国国防部长阿什顿·卡特呼吁土耳其专注于打击伊斯兰国，不要和正在叙利亚打击伊斯兰国、与美国结盟的库尔德人武装作战。[42]
- 法國：法国总统弗朗索瓦·奥朗德批评土耳其在叙利亚北部的军事行动，認為对叙利亚的“多重、相互矛盾的干预”有加剧冲突的危险。[42]